# Снарк
Снарк (англ. Snark) — вымышленное существо, герой поэмы Льюиса Кэрролла «Охота на Снарка», существо, на которое в течение всего произведения охотится группа людей. Название является характерным для Кэрролла «словом-бумажником» и образовано склейкой слов «snake» — змея и «shark» — акула.
В поэме описываются некоторые свойства снарков. В мире Кэрролла некоторые снарки пернаты и кусаются, а другие — усаты и царапаются. Существует вид снарков, которые очень опасны, — это Буджумы (англ. Boojum). Если кто-нибудь случайно встретит на пути Буджума, этот человек тут же бесследно исчезнет.
Вкус Снарка в одежде «скуден и пуст», но строг. Днём он очень долго спит. Снарк весьма честолюбив и у него почти нет чувства юмора, но его можно очаровать улыбками и лестью. Снарк очень любит купальные машины (распространённые в начале XX века — кабинки на колёсиках, которые применялись для того, чтобы женщины, которым не полагалось находиться на виду в купальном костюме, могли искупаться в море в отсутствие посторонних взглядов). Снарк везде берёт их с собой. Снарк удобен для высекания огня.
Область обитания Снарка — покрытый изломами остров во многих месяцах плавания от Англии. На том же острове живут и другие сказочные существа; здесь же был убит Бармаглот (англ. Jabberwock). Снарка нельзя поймать обычным путём, поэтому применяются странные методы. Вот как описывается поиск Снарка в поэме:

They sought it with thimbles, they sought it with care,

They pursued it with forks and hope,

They threatened its life with a railway share,

They charmed it with smiles and soap.

И со свечкой искали они, и с умом,

С упованьем и крепкой дубиной,

Понижением акций грозили притом,

И пленяли улыбкой невинной.

## О смысле
Льюис Кэрролл писал своей юной приятельнице в 1887 году: «Под Снарком я имел в виду только то, что Снарк — это и есть Буджум… Я хорошо помню, что когда писал поэму, никакого другого значения у меня и в мыслях не было, но с тех пор люди всё время пытаются найти в Снарке значение. Мне лично больше всего нравится, когда Снарка считают аллегорией Погони за Счастьем».

## Снарк в культуре
- Термин «Снарк» со ссылкой на первоисточник использует Ж. Клейн в рассказе «Иона». У него «снарк» — синоним неконтролируемой разрушительной силы, употребляется применительно к биоскону (в технике будущего — живой космический корабль невероятных размеров), вышедшему из-под контроля команды.
- «Снарком» называлась яхта известного писателя Джека Лондона. Плавание на ней он описывает в автобиографическом эссе «Путешествие на „Снарке“».
- В рассказе Сергея Лукьяненко «Сердце снарка» снарки — животные, похожие на тюленей. Они уникальны тем, что у них нет сердца, а одна из желез в их организме — панацея от всех болезней. Её и называют сердцем снарка. Снарка можно убить, только если надо спасти человека.
- В серии игр "Охотники за Снарком" от Alawar Entertainment Снарк - это сверхбыстрое существо, которого пытаются поймать, чтобы получить вечную удачу.
- В серии игр Half-Life от компании Valve снарк — это маленький инопланетный жук, который является и оружием, и противником.
- Снорк — один из Чернобыльских мутантов в украинской серии игр S.T.A.L.K.E.R.[1]